# ثيو لوبيز
ثيو لوبيز (بالبرتغالية: Théo Lopes) (31 أغسطس 1983 في البرازيل - ) هو لاعب كرة طائرة برازيلي في مركز ضارب خارجي ‏. لعب مع Serviço Social da Indústria-SP (men's volleyball) ‏.

## وصلات خارجية
- ثيو لوبيز على موقع الاتحاد الأوروبي (الإنجليزية)
- ثيو لوبيز على موقع عالم الكرة الطائرة (الإنجليزية)
- ثيو لوبيز على موقع دوري الدرجة الأولى الإيطالي للكرة الطائرة - رجال (الإيطالية)
- ثيو لوبيز على موقع الدوري الياباني (مؤرشف) (اليابانية)